# تاریخ مینگ

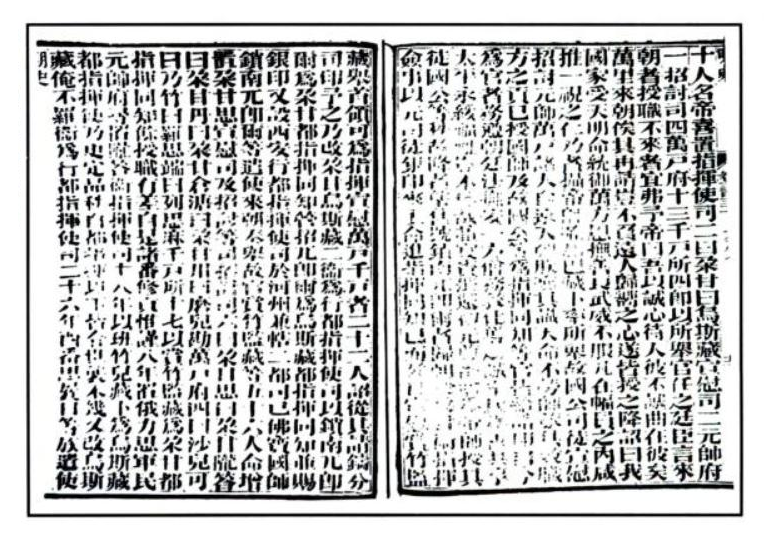
مینگشی

تاریخ مینگ (明史) یکی از آثار تاریخی رسمی چینی شناخته شده به عنوان بیست و چهار تاریخ است. این کتاب شامل ۳۳۲ جلد است که تاریخ دودمان مینگ را از سال ۱۳۶۸ تا ۱۶۴۴ میلادی پوشش داده‌است. این کتاب توسط تعدادی از مقامات و به سفارش دربار دودمان چینگ نوشته شده‌است.